# Мітумба
Мітумба — гірський хребет в провінції Південне Ківу на сході Демократичної Республіки Конго.

## Опис
Гори Мітумба простягаються на 400 км з півночі на південь вздовж Альбертінського рифту, на захід від озер Танганьїка та Ківу. Дві найвищі вершини цих гір, Кагузі (3308 м) та Бієґа (2790 м), є сплячими вулканами. Північна частина гір відома як гори Ітомбве.
На північний захід і захід від хребта простягаються низовини басейну Конго. На південному сході хребет переходить у плоскогір'я Марунгу. На південь та південний захід від гір Мітумба лежать плато Лунда та Катанга. 

## Екологія
Більша частина гірського хребта розташована в екорегіоні гірських лісів Альбертінського рифту. На низьких висотах гірські ліси переходять у рівнинні дощові ліси на північному кінці хребта, у лісосавани в центральній частині хребта та в міомбові рідколісся в південній частині гір.
Основу зрілих гірських дощових лісів регіону складають горонгоські гамбеї (Gambeya gorungosana) та гвінейські сизигіуми (Syzygium guineense subsp. afromontanum). У вторинних лісах переважають кіліманджарські макаранги (Macaranga kilimandscharica), великочашечкові необутонії (Neoboutonia macrocalyx) та африканські лимонні дерева (Xymalos monospora).
В горах Мітумба розташований Національний парк Кагузі-Бієґа, який включає дві найвищі вершини хребта.